# 点の記
点の記（てんのき）とは、基準点（三角点・水準点・基準多角点など）の設置・測量の記録のこと。

## 概要
点の記には、基準点の選点・埋標・観測それぞれの日付および従事者名、当該点に至るまでの道のり等の情報が記されている。国土地理院で照会できる。
国土地理院の前身にあたる参謀本部陸地測量部の時代の1888年（明治21年）以降の記録が保存されている。国土地理院が発行している地図は、陸地測量部の測量による5万分の1地形図が原型。

## 記載内容
点の記の主な記録項目は以下のとおり。
- 点名
- 設置区分
- 柱石長
- 所在地
- 所有者
- 選点の日付と選点者名
- 設置の日付と設置者名
- 観測の日付と観測者名
- 自動車到達地点
- 歩道状況
- 徒歩の時間と距離
- 周囲の状況
- 履歴
- 備考
- 要図